# チェン・ボーリン
チェン・ボーリン（陳 柏霖、1983年8月27日 - ）は、台湾出身の俳優。身長は180cm、体重は70kg。使用言語は主に、北京語と台湾語。また、英語と日本語も少し話すことができる。

## 略歴
台湾・フランス合作映画『藍色夏恋』で映画主演デビュー。この映画は、カンヌ国際映画祭、東京国際映画祭などに公式出品された。
その後も、『最後の恋、初めての恋』『about love アバウト・ラブ/関於愛』などでに出演。
日本での活動も精力的に行っており、『シュガー&スパイス 風味絶佳』や『暗いところで待ち合わせ』といった日本映画への出演の他、日本たばこ産業の烏龍茶の広告にも出演した事がある。
2006年8月には、i-mode、EzWeb、Yahoo!ケータイの公式コンテンツとして「チェン･ボーリンmobile」が開始された。
2012年9月11日に日本政府によって行なわれた尖閣諸島国有化の際、「チェン･ボーリンは騒ぎが収まるまで、日本関連の仕事は進めないようにしますとコメントした」と報じられたが、2013年2月には『イタズラな恋愛白書〜In Time With You〜』のDVDリリース記念イベントで再び来日を果たしている。

## 人物
- 身長 - 180cm
- 体重 - 70kg
- 血液型 - B型
- 星座 - 乙女座
- 言語 - 中国語・台湾語・英語・広東語・日本語

## 出演

### 映画
- 藍色夏恋　藍色大門（2002年）[3] - チャン・シーハオ 役
- 最後の恋、初めての恋（2003年）
- 20.30.40の恋　20 30 40（2003年） - ロックミュージシャン 役
- 五月の恋　五月之戀（2004年） - アレイ 役
- 花都大戦 ツインズ・エフェクトII　千機變II 花都大戰（2004年） - コール 役
- about love アバウト・ラブ/関於愛（2005年） - ヤオ 役[6]
- バグ・ミー・テンダー 〜恋と友情の物語〜　蟲不知（2005年） - 高原 役
- the EYE3　見鬼10（2005年）
- 西遊記リローデッド　情癲大聖（2005年） - 孫悟空 役
- シルク　詭絲 / Silk（2006年） - 守仁 役
- 幻遊伝　神遊情人（2006年） - 阿明 役
- シュガー&スパイス 風味絶佳（2006年） - マイク 役
- 暗いところで待ち合わせ（2006年） - 大石アキヒロ 役[2]
- カンフーダンク　功夫灌籃（2008年） - 丁偉 役
- 台北に舞う雪　台北飄雪 （2009年） - モウ 役[3]
- ギブ・ラブ　愛得起 （2009年） - 日東 役
- ブッダ・マウンテン 〜希望と祈りの旅　観音山 （2010年） - 丁波 役 - 第23回東京国際映画祭等で「ブッダ・マウンテン」の邦題で上映[7]
- カンフーヒップホップ2　精舞門2 （2010年） - 樂天 役
- BBS鄉民的正義 （2012年） - 顏正宇 役　第8回大阪アジアン映画祭で「BBS住人の正義」の邦題で上映
- ライジング・ドラゴン　十二生肖 （2012年） - ウー・チン 役
- 變身 （2013年） - 鐵男 役
- いつか、また　後會無期 （2014年） - 江河 役
- 20歳よ、もう一度　重返20歳 （2015年） - 譚子明（タン・ズーミン） 役
- 結婚迷走記 GO LALA GO 杜拉拉追婚記 （2015年） - 陳豐 役
- ストームブレイカーズ 妖魔大戦　万万没想到 （2015年） - 唐僧 役
- パーフェクト・プロファイラー 命がけの恋愛  목숨 건 연애 / 危險羅曼史（2016年）- Jason 役
- 再見，在也不見（2016年） - 陳總經理、陳明德、陳志彬 役
- 假如王子睡著了（2017年） - 鄭天籌 役
- 本日公休　本日公休 （2023年） 第18回大阪アジアン映画祭で「本日公休」の邦題で上映

### ドラマ
- 極速青春　極速青春（2002年）- ボーリン 役
- 東京タワー 〜オカンとボクと、時々、オトン〜（フジテレビ系、2007年1-3月）- レオ・リー 役
- たった一度の雪 〜SAPPORO・1972年〜（TBS系、2007年2月25日）- 孫台生・孫維中 役
- 血液型別 オンナが結婚する方法♪（フジテレビ系、2009年2月25日）- エディ・チャン 役
- ハッピー・カラーズ 〜ぼくらの恋は進化形〜（2011年）- 凌桀（リン・ジエ） 役
- イタズラな恋愛白書〜In Time With You〜　我可能不會愛你（2011年）- 李大仁（リー・ダーレン） 役[8]
- 結婚なんてお断り!?（2015年）- 李大倫 役

### CD
- 我們是朋友-好吃3（2002年） 台湾アイドルユニット“HC3（好吃3）”
- 『我可能不會愛你』(2011年) 台湾ドラマオリジナルサウンドトラック収録-〈我不會喜歡你〉

### PV
- 2004年：戀得更好（イザベラ・リョン/第一張個人專輯）
- 2005年：forever friend（柯有綸/2005首張創作專輯）
- 2006年：不痛（周筆暢/周筆暢 1st EP）、誰動了我的琴弦（周筆暢/誰動了我的琴弦）

### CM/イメージキャラクター
- 2021年：ボルボ・V60[9]

## 受賞・ノミネート歴
- 2012年 - 第47回電視金鐘奨最優秀主演男優賞受賞『イタズラな恋愛白書〜In Time With You〜』[10]